# 大迪圖爾鎮區 (伊利諾伊州奧格爾縣)
大迪圖爾鎮區（英語：Grand Detour Township）是位於美國伊利諾伊州奧格爾縣的一個行政鎮區。

## 地方資料
根據2010年美國人口普查的數據，大迪圖爾鎮區的面積為29.80平方千米，當中陸地面積為28.30平方千米，而水域面積為1.50平方千米。當地共有人口671人，而人口密度為每平方千米22.52人。